# Eduard Albert Meier

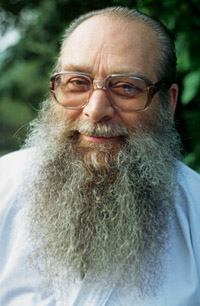
«Billy» Eduard Albert Meier

Eduard Albert Meier (* 3. Februar 1937 in Bülach), auch Billy Meier oder BEAM, ist ein Schweizer Bauer und Buchautor. Er gibt an, Begegnungen mit UFOs und deren Insassen zu haben.
Meier ist der Verfasser von über 45 Büchern und zahlreichen Schriften. In den Büchern und Schriften werden Themen zum Menschsein, zur Lebensführung und aktuelle Probleme, wie die der Überbevölkerung auf der Erde, behandelt. Er wartet mit vielen spirituellen und philosophischen Informationen auf, die er auch aus den Treffen mit Ausserirdischen gewonnen haben will. Es wird behauptet, dass Meier zu den «Plejadiern / Plejaren», einer Gruppe Ausserirdischer, regelmässig Kontakt hat.
1975 wurde durch ihn der Verein FIGU, die «Freie Interessengemeinschaft für Grenz- und Geisteswissenschaften und Ufologiestudien», gegründet (domiziliert im Semjase-Silver-Star-Center in Hinterschmidrüti im Zürcher Oberland).

## Biografie
Billy Eduard Albert Meier wurde als zweiter Sohn von sieben Kindern eines Schuhmachers nahe Zürich geboren. Billy Meier besuchte regulär die Schule in der Schweiz. Noch bevor Meier zwanzig war, trat er der Fremdenlegion bei, verliess diese aber bald wieder wegen der dort herrschenden Unmenschlichkeit und kehrte in die Heimat zurück. Er reiste ausgiebig um die Welt, wie nach Indien, Nahen Osten, Jordanien, Persien, mit dem Ziel spiritueller Erkundung. 1965 verlor Meier bei einem Busunfall den linken Arm. 1966 traf und heiratete er die gebürtige Griechin Kalliope, mit der er drei Kinder hat. Ein weiteres, behindertes Kind stammt aus einer nachfolgenden zweiten Ehe. Zwei Kinder nahm er an Eides statt an. Während seiner Reisen und in der Schweiz nahm Meier unterschiedliche Tätigkeiten an, um seine Finanzierung sicherstellen und seine Reisen fortführen zu können.

## Werk
Meier behauptet, Transkripte der Konversationen zu machen, die er mit den verschiedenen ausserirdischen Humanoiden geführt hat. Manche dieser Transkripte sind in Deutsch und Englisch veröffentlicht worden. Sie werden «Kontaktberichte» und «Contact Notes» (oder «Contact Reports») genannt, und es gibt derzeit zwölf Bände dieser angeblichen Berichte.
In Meiers Diskussionen geht es um Themen von Religion und Leben nach dem Tod über Weltgeschichte, Wissenschaft und astronomischen Phänomenen bis hin zu Technik- und Umwelt-Gefahren. Es sind auch Prophezeiungen von Zukunftstrends und Ereignissen in der Zukunft. Spezifische Themen sind unter anderem Atlantis, Agharta, Astralreisen, Bermudadreieck, Kristalle, Kornkreise, griechische Götter.

### Kontakte
Meier behauptet, seine ersten Kontakte als Fünfjähriger im Jahr 1942 gehabt zu haben. Bis 1964 will er regelmässig mit zwei Ausserirdischen Kontakt gehabt haben. Nach einer elfjährigen Pause habe es ab dem 28. Januar 1975 wieder Begegnungen mit einer Ausserirdischen gegeben. Bei diesen Kontakten soll Meier instruiert worden sein, Beweise in Form von Fotos, Tonaufnahmen, Metallproben sowie schriftlichen Notizen der Kontaktgespräche aufzunehmen und der Öffentlichkeit zugänglich zu machen. Ein definitiver Beweis für die Existenz bzw. Anwesenheit sei aber aufgrund des Prinzips der Nichteinmischung in die spirituelle Entwicklung fremder Kulturen von den Plejaden unerwünscht. Die Kontakte waren und sind angeblich sowohl eine direkte Kommunikation als auch Telepathie.

### Ausserirdische
Meier nennt die Ausserirdischen Pleiadier, Plejaren oder Erraner. Ihre Herkunft liege vorwiegend auf einem Planeten namens Erra, einer von vier bewohnten Planeten im plejarischen Sonnensystem genannt Tayget. Billy Eduard Albert Meier beschreibt die Plejaren als Humanoide, die dem Aussehen der Erdenmenschen sehr ähnlich seien, ausgenommen jene, die als Mitglieder der plejarischen Föderation von andersartigen Planeten und Welten stammten und sich auch im Äusseren sehr voneinander unterschieden. Die Besucher kommen angeblich aus einem Sternsystem zwischen den Plejaden.

### Talmud Jmmanuel
Ein weiterer Aspekt von Meiers Fall ist der sehr kontroverse Talmud Jmmanuel, ursprünglich veröffentlicht 1975 (Neuübersetzung der Originalschrift 2010/2011). Das Buch behauptet, die originalen Lehren und Lebensereignisse eines Mannes namens Jmmanuel, der fälschlicherweise „Jesus Christus“ genannt würde, zu enthalten. Angeblich ist es die Übersetzung alter aramäischer Schriftrollen, die Meier mit einem griechisch-orthodoxen Priester namens Isa Rashid 1963 in Jerusalem in einer Grabhöhle entdeckt haben will. Der Urheber der Schriftrollen soll ein Jünger Jmmanuels sein, der bekannt unter dem Namen Judas Ischkerioth war und fälschlicherweise als Verräter angeprangert wurde. Die Verratstat soll ein Pharisäersohn mit ähnlichem Namen Judas Ishariot begangen haben.
Kritiker bemängeln offensichtliche Übersetzungsfehler wie z. B. dass die Standardstrafe für weibliche Vergehen in der Ehe laut dem Talmud die 'Sterilisation' sei, obwohl es keinen aramäischen Begriff gibt, der auch nur in diese Richtung interpretiert werden könnte, da es sich um eine Prozedur handelt, die erst ca. 1800 Jahre später das erste Mal durchgeführt wurde.

### Prophet
Meier schreibt in seinem Werk Die Wahrheit über die Plejaden, dass er
- die letzte Inkarnation der Propheten Henoch, Elija, Jesaja, Jeremia, Immanuel und Mohammed sei,[2]
- die weltweit einzige Person sei, die die spirituelle Reife für den Kontakt mit den Plejaden/Plejaren habe,
- bei einer Zeitreise mit Jmmanuel (alias Jesus) zusammentraf, der ihm bescheinigte, eine spirituelle höhere Entwicklung als er selbst zu haben.

Seine Anhänger bezeichnen ihn als «alleinigen Propheten der Neuzeit».

### Prophezeiungen
Billy Meier hat wiederholt vor einem Dritten Weltkrieg gewarnt, der, für den Fall, dass die Vereinigten Staaten und Israel ihre Kriegsverbrechen weiterführten und weiterhin in die Politik anderer Nationen eingriffen, im November 2006, 2008, 2010, 2011 oder 2012 beginnen würde. Eine weitere Prophezeiung in Kontaktreport 251 behandelt den weiteren langfristigen Verlauf der Menschheit bis hin zur Unbewohnbarkeit der Erde und der Migration der Menschheit auf einen/mehrere andere Planeten. Diese Prophezeiung sieht sich jedoch massivster Kritik ausgesetzt, da dieser Kontaktbericht aus dem Jahr 1995 stammt, während über 90 Prozent dieser Vorhersagen wortwörtlich in Manfred Dimdes «Die Weissagungen des Nostradamus – neu entschlüsselt» aus dem Jahr 1991 zu finden sind.

### Feindbilder
Meier verbreitet Endzeitszenarien, in denen klar zwischen Gut und Böse unterschieden wird. Als böse wird etwa der Papst dargestellt, den er als „Menschenversklaver, -folterer und -schänder“ darstellt. Ebenfalls in sein Feindbild zählen die von ihm mit dem Codewort «Zigeuner» bezeichneten Juden, denen Meier unterstellt, die Weltherrschaft an sich reissen zu wollen. Zu diesem Zweck würden sie «schonungslos und ungehemmt die schlimmsten Verbrechen begehen».

## Rezeption
Meiers Behauptungen sind vor allem von UFO-Forschern rezipiert und üblicherweise abgelehnt worden.
Die Ausserirdischen sollen Meier interessante Beweise für ihre Existenz geliefert haben, Beweise, die in dieser Form einzigartig wären. Unter anderem wurden ihm angeblich Proben von Metalllegierungen übergeben. Diese wurden vom Chemiker Marcel Vogel getestet, der zum Schluss kam, dass kein derartiges Metall heutzutage existiere, wobei es für seine Testergebnisse jedoch keinen untermauernden Hintergrund und keine Gegenprüfung gibt. Die Untersuchungen von M. Vogel liegen als rund fünfstündige Videodokumentation vor und werden von ihm persönlich kommentiert. Vogel erklärte, das Metall sei kurz nach seiner Untersuchung verschwunden, so dass eine weitergehende wissenschaftliche Untersuchung nicht mehr möglich ist.
Diese Behauptungen sind bei UFO-Forschern umstritten, die als Beweis für einen gross angelegten Schwindel auf erwiesenermassen gefälschte Fotos sowie die Möglichkeit des Nachbaus von kleinen UFO-Modellen verweisen. Die Pro-Meier-Seite argumentiert, dass kein Skeptiker bisher in der Lage gewesen sei, andere von Meier vorgebrachte angeblich «harte» Beweise (den Grossteil der Fotos, Filme, Metallproben, die aufgenommenen komplexen Sirrgeräusche der Flugobjekte sowie die Masse an Zeugenaussagen) zu widerlegen.

### Die Fotos und Filmaufnahmen
Eines der wichtigsten Standbeine für Meiers Behauptungen ist die grosse Sammlung von Fotos.
Diese enthält Bilder von UFOs in ländlicher Schweizer Umgebung und ferne astronomische Phänomene. Kritiker weisen darauf hin, dass solche Fotos leicht zu fälschen seien, und haben Beispiele ähnlicher Aufnahmen geliefert, die mit denselben Mitteln entstanden, wie sie Meier in den 1970er-Jahren zur Verfügung hatte. Die Pro-Meier-Seite verweist dagegen auf Meiers körperliche Konstitution (seit einem Unfall 1965 hat er nur noch einen Arm), die es ihm unmöglich mache, ohne fremde Hilfe mit Modellen zu hantieren. In über 30 Jahren konnte auch unter ehemals nahestehenden „Aussteigern“ zudem keine Person ausfindig gemacht werden, die Meier bei seinen eventuellen Fälschungen geholfen hat.
Auf einem der Bilder (Berg Rumlikon, 14. Juni 1975) sei ein UFO zu sehen, in dem sich ein Feldweg spiegele, dessen Abstand zur Kamera durch Vor-Ort-Untersuchungen auf 200 Meter ermittelt worden sei. Dies liesse auf einen Objekt-Durchmesser von zirka 7 Meter schliessen. Während Meiers Anhänger behaupten, dass solche Fotos selbst mit den heutigen Möglichkeiten digitaler Technik schwer in der vorhandenen Qualität gefälscht werden könnten, haben nicht nur UFO-Skeptiker, sondern auch UFO-Befürworter wie Stanton Friedman oder Jacques Vallée die Fotos als Schwindel bezeichnet.
Meiers Ex-Frau will einmal ein UFO-Modell gesehen haben, hat allerdings laut eigener Aussage in 30 Jahren Ehe nie einen definitiven Beweis für Fälschungen erhalten. O-Ton Kalliope Meier: «Man sieht eben nicht, wie er die Fotos herstellt. Ich habe nur hier mal etwas gesehen – als Modell. Das ist alles.» und «Er hat auch selbst immer daran geglaubt». Billy Meier selbst sagt, dass Modelle von den gemeinsamen Kindern als Geschenk fabriziert bzw. vom Untersuchungs-Team um Wendelle Stevens als Vergleichsobjekt hergestellt wurden.
Manche Fotos sind besonders umstritten, beispielsweise die, die Apollo-Soyuz-Koppelung und Zeitreisen zeigen sollen. Viele wurden offensichtlich durch das Abfotografieren von Science-Fiction-Büchern, Gemälden und Fernsehsendungen hergestellt, beispielsweise erinnert seine verschwommene Fotografie eines großen Flugsauriers an das Bild eines Pteranodon des tschechischen Paläo-Zeichners Zdenek Burian, zudem sieht Meiers plejadische Kontaktperson «Asket» einer Tänzerin in der Show von Dean Martin ähnlich. Meier behauptet, diese Fotos seien durch Geheimdienste ausgetauscht worden und in seine Sammlung geraten, um seinen UFO-Fall in Verruf zu bringen.

### Meiers Verhältnis zu anderen angeblich Kontaktierten
Meier vertritt einen Alleinvertretungsanspruch auf dem Gebiet ausserirdischer Botschaften an die Menschheit. Viele prominente angebliche UFO-Kontaktpersonen wie George Adamski, Howard Menger und Rael (Claude Vorilhon) seien, den im Kontaktbericht aufgezeichneten Diskussionen mit den Plejaren zufolge, Schwindler.
Meier behauptete auch, er sei das einzige menschliche Wesen auf der Erde, das Kontakt zu den Plejaren (vormals Pleiadier) gehabt habe. Kritiker führen aus, dies negiere die Kontaktberichte vieler anderer wie zum Beispiel Barbara Hand Clow, Jani King, Barbara Marciniak, und «Amorah Quan Yin», die sich ebenfalls auf Kontakte mit den Wesen von den Plejaden berufen.

## Werke
- Genesis: Die Lehre der Schöpfungsentstehung (Wassermannzeit-Verlag, 1975) ISBN 978-3-909154-00-5
- OM – Omfalon Murado (Wassermannzeit-Verlag, 1987) ISBN 978-3-909154-17-3
- Talmud Jmmanuel (Wassermannzeit-Verlag, 1991) ISBN 978-3-909154-04-3
- Einführung in die Meditation (Wassermannzeit-Verlag, 1991) ISBN 978-3-909154-08-1
- Ein offenes Wort (Wassermannzeit-Verlag, 1992) ISBN 978-3-909154-06-7
- Dekalog Dodekalog (Wassermannzeit-Verlag, 1993) ISBN 978-3-909154-02-9
- Existentes Leben im Universum (Wassermannzeit-Verlag, 1993) ISBN 978-3-909154-12-8
- Der rosarote Kristall (Wassermannzeit-Verlag, 1993) ISBN 978-3-909154-10-4
- Aus den Tiefen des Weltenraums (Wassermannzeit-Verlag, 1993) ISBN 978-3-909154-13-5
- Die Psyche (Wassermannzeit-Verlag, 1994) ISBN 978-3-909154-09-8
- Gesetz der Liebe (Wassermannzeit-Verlag, 1995) ISBN 978-3-909154-05-0
- Direktiven (Wassermannzeit-Verlag, 1995) ISBN 978-3-909154-11-1
- Prophetien und Voraussagen (Wassermannzeit-Verlag, 1996) ISBN 978-3-909154-03-6
- Die Wahrheit über die Plejaden (Silberschnur Verlag Die G, 1996) ISBN 978-3-931652-07-4
- Die Art zu leben (Wassermannzeit-Verlag, 1997) ISBN 978-3-909154-14-2
- Macht der Gedanken (Wassermannzeit-Verlag, 1998) ISBN 978-3-909154-15-9
- Atlanta: Band 3 einer futuristischen Krimi-Trilogie (Wassermannzeit-Verlag, 1999) ISBN 978-3-909154-16-6
- Ein Quentchen Wissen, Sinn und Weisheit (Wassermannzeit-Verlag, 2000) ISBN 978-3-909154-18-0
- Geheimnisse eines Gemeindepfarrers (Wassermannzeit-Verlag, 2001) ISBN 978-3-909154-21-0
- Photobuch UFOs…  (Wassermannzeit-Verlag, 2001) ISBN 978-3-909154-19-7
- Zeugenbuch zu Erlebnissen (Wassermannzeit-Verlag, 2002) ISBN 978-3-909154-20-3
- Fahr zur Hölle, Gelion (Wassermannzeit-Verlag, 2003) ISBN 978-3-909154-25-8
- Mein Vermächtnis: Mensch der Erde, ich wünsche dir… (Wassermannzeit-Verlag, 2003) ISBN 978-3-909154-24-1
- Das Phantom /Mädchenhändler (Wassermannzeit-Verlag, 2004) ISBN 978-3-89950-057-8
- Die Art zu leben (Wassermannzeit-Verlag, 2004) ISBN 978-3-89950-056-1
- Symbole der Geisteslehre (Wassermannzeit-Verlag, 2004) ISBN 978-3-909154-35-7
- 61 Jahre Gedichte, Sprüche, Aphorismen (Wassermannzeit-Verlag, 2004) ISBN 978-3-909154-30-2
- Wiedergeburt, Leben, Sterben, Tod und Trauer (Wassermannzeit-Verlag, 2004) ISBN 978-3-909154-31-9
- Meditation aus klarer Sicht (Wassermannzeit-Verlag, 2007) ISBN 978-3-909154-49-4
- Rund um die Fluidalenergie resp. Fluidalkräfte und andere Dinge (Wassermannzeit-Verlag, 2008) ISBN 978-3-909154-50-0
- Kelch der Wahrheit (Wassermannzeit-Verlag, 2009) ISBN 978-3-909154-56-2
- Zur Besinnung: Eine Erklärung der Geisteslehre (Wassermannzeit-Verlag, 2010) ISBN 978-3-909154-61-6
- Ausschnitte aus Zeitungen und Journalen über «Billy» Eduard Albert Meier (BEAM) und seine Kontakte mit den Plejaren (Wassermannzeit-Verlag, 2011) ISBN 978-3-909154-65-4
- Lehrschrift für die Lehre der Wahrheit, Lehre des Geistes, Lehre des Lebens (Wassermannzeit-Verlag, 2012) ISBN 978-3-909154-67-8
- Genesis: (Schöpfungs-Genesis) (Wassermannzeit-Verlag, 2012) ISBN 978-3-909154-66-1
- Warum der Mensch das wird, was er ist – und – Kampf den Depressionen (Wassermannzeit-Verlag, 2013) ISBN 978-3-909154-70-8
- Gesetze und Gebote des Verhaltens: Probleme des Lebens meistern (Wassermannzeit-Verlag, 2013) ISBN 978-3-909154-69-2
- Die Geschichte Nokodemions (Wassermannzeit-Verlag, 2013) ISBN 978-3-909154-52-4
- Photo-Inventarium (Wassermannzeit-Verlag, 2014) ISBN 978-3-909154-73-9
- Standpunkte zur Person von «Billy» Eduard Albert Meier, genannt BEAM: Auszug aus dem Buch «Photo-Inventarium» (Wassermannzeit-Verlag, 2014) ISBN 978-3-909154-72-2
- 12012 altherkömmliche Vornamen in ihrer Urform und deren Bedeutung (Wassermannzeit-Verlag, 2014) ISBN 978-3-909154-75-3
- Abenteuer eines Globetrotters (Wassermannzeit-Verlag, 2014) ISBN 978-3-909154-71-5
- Wahrer Mensch werden: 25.11.2011-29.6.2012 (Wassermannzeit-Verlag, 2015) ISBN 978-3-909154-78-4
- Fragen an Billy vom Mai 2013 (Wassermannzeit-Verlag, 2015) ISBN 978-3-909154-76-0
- Das Leben richtig leben: Quer durchs Dasein (Wassermannzeit-Verlag, 2015) ISBN 978-3-909154-77-7
- Weisheiten und Wissenswertes des Lebens (Wassermannzeit-Verlag, 2016) ISBN 978-3-909154-80-7
- Ur-Ur-Ur-Ur-Ur-Ur-Ur-Ursprung aller Existenz (Wassermannzeit-Verlag, 2018) ISBN 978-3-909154-84-5
- Wenn der Mensch glücklich und zufrieden werden will …  (Wassermannzeit-Verlag, 2019) ISBN 978-3-909154-88-3
- Erdenmenschheit, strebe endlich nach Frieden und Freiheit statt nach Krieg und Terror (Wassermannzeit-Verlag, 2019) ISBN 978-3-909154-87-6

### Filmmaterial
- Contact (Meier) (1978)
- Beamship – The Movie Footage (Meier) (1979)
- Beamship – The Metal (Meier) (1985)

### Englischsprachige Literatur
- Guido Moosbrugger: And Still They Fly, ISBN 0-9711523-1-4
- Gary Kinder: Light Years: An Investigation into the Extraterrestrial Experiences of Eduard Meier. Atlantic Monthly Press, New York 1987, ISBN 0-87113-139-0.
- Wendelle C. Stevens; Lee J. Elders: UFO... contact form the Pleiades (Band 1). Genesis III Productions, Phoenix (Ariz.) 1979.
- Wendelle C. Stevens; Lee J. Elders: UFO... contact from Reticulum. A report of the investigation. W.C. Stevens, Tucson (Ariz.) 1981.
- Wendelle C. Stevens: UFO Contact from the Pleiades: A Preliminary Investigation Report. Stevens, Tucson (Ariz.) 1982, ISBN 0-9608558-2-3.
- UFO… Contact from the Pleiades, Volume 1 (Wendelle Stevens, Lee Elders): ISBN 0-937850-02-0.
- In Search of Truth & Freedom (Dietmar Rothe), ISBN 0-9677453-2-2.
- King of Travelers: Jesus Lost Years In India (Edward T. Martin): ISBN 0-9672408-3-2.
- Talmud of Jmmanuel: The Clear Translation in English and German. (Isa Rashid, Eduard Meier, J. H. Ziegler, B. L. Greene): ISBN 0-926524-12-7.
- Message from the Pleiades, Vol. 1: The Contact Notes of Eduard Billy Meier (Wendelle C. Stevens): ISBN 0-934269-14-9.
- Message from the Pleiades, Vol. 2: The Contact Notes of Eduard Billy Meier (Wendelle C. Stevens): ISBN 0-934269-24-6.
- Message from the Pleiades, Vol. 3: The Contact Notes of Eduard Billy Meier (Wendelle C. Stevens): ISBN 0-934269-28-9.
- Message from the Pleiades, Vol. 4: The Contact Notes of Eduard Billy Meier (Wendelle C. Stevens): ISBN 0-934269-30-0.

### Kritiker
- Kal K. Korff: Spaceships of the Pleiades: The Billy Meier Story. Prometheus Books, Amherst, NY 1995, ISBN 0-87975-959-3.
- Gernot Meier: „Und die Götter landen immer wieder“. Zukunftsprognostik in neureligiösen UFO-Bewegungen im Medium Internet. Inaugural-Dissertation zur Erlangung der Doktorwürde der Fakultät Philosophie der Ruprecht-Karls-Universität Heidelberg, 2003. (PDF; 4 MB)
- Gregory L. Reece: UFO Religion. Inside Flying Saucer Cults and Culture. I.B. Tauris 2007, London; New York, ISBN 978-1-84511-451-0, S. 147–150.
- Robert Sheaffer: UFO-Sightings. The Evidence. Prometheus Books, Amherst, NY 1998, ISBN 1-57392-213-7.

### DVD
- The Meier Contacts: The Key To Our Future Survival (Michael Horn) (2004)
- The Silent Revolution of Truth (Michael Horn) (2008)